# Endeis flaccida
Endeis flaccida är en havsspindelart som beskrevs av Calman, W.T. 1923. Endeis flaccida ingår i släktet Endeis och familjen Endeididae. Inga underarter finns listade i Catalogue of Life.